# Schweizerischer Feuerwehrverband
Der Schweizerische Feuerwehrverband (SFV) vertritt die Interessen der Feuerwehrleute in der Schweiz und im Fürstentum Liechtenstein. Als Dachverband vereint er die kantonalen Feuerwehrverbände, den Liechtensteinischen Feuerwehrverband (LFV) und die Vereinigung Schweizerischer Berufsfeuerwehren (VSBF).
Der SFV unterstützt die Feuerwehr-Kantonalverbände, verbindet die Sprachregionen der Schweiz und ist Bindeglied zu den nationalen Partnern im Bevölkerungsschutz. Der Verband ist national sowie international tätig und politisch neutral.
Der Schweizerische Feuerwehrverband repräsentiert die Feuerwehren der Schweiz mit ihren Feuerwehrangehörigen im Weltfeuerwehrverband CTIF (Comité technique international de prévention et d’extinction du feu) seit dessen Gründung am 16. August 1900 in Paris.

## Geschichte
Der Schweizerische Feuerwehrverband wurde am 19. Juni 1870 in Aarau gegründet. Leitgedanke der Gründerväter war, das Feuerwehrwesen und die Feuerwehren der Schweiz zu vereinigen und zu verbinden sowie ihre Anliegen und Bedürfnisse zu verteidigen.
Zu den wichtigsten Aufgaben des Verbandes in den ersten Jahrzehnten gehörte die Vereinheitlichung der Gerätschaften. So konnte man sich gegenseitig im Einsatz unterstützen. Dies bedeutete damals für die Feuerwehren einen enormen Fortschritt. Die Gründung der «Hülfskasse» (anschliessend Hilfskasse, heute Versicherung AdF genannt) war eine weitere zentrale Aufgabe und Ausdruck des Zusammenhangs unter den AdF und der Beweis gelebter Solidarität unter Gleichgesinnten.
Mit der Publikation der ersten Ausgabe der «Schweizerischen Feuerwehr-Zeitung», heute 118 swissfire.ch, im Jahr 1875, erfolgte ein weiterer wesentlicher Schritt: die regelmässige, schweizweite Verbreitung von Neuigkeiten und Erfahrungen aus dem Feuerwehrbereich.
In den Jahren 2019/20 feierte der SFV sein 150-jähriges Bestehen. Die Schweizerische Post widmete dem SFV zu diesem Anlass eine Sondermarke, außerdem wurde eine Sondermünze in Bimetall herausgegeben. Das Münzenbild der SFV-Gedenkmünze zeigt einen Feuerwehrmann in Uniform und Ausrüstung von vor 150 Jahren, wie er auf einem Fenstersims sitzt und seinem Kollegen mit Uniform und Ausrüstung von 2020 ein hilfsbedürftiges Kind übergibt.

## Aufgaben und Zweck
Der SFV bezweckt in der Schweiz und im Fürstentum Liechtenstein:
- das Feuerwehrwesen zu fördern und so weit als möglich zu vereinheitlichen
- die Feuerwehren bei der Erfüllung aller ihnen übertragenen Aufgaben zu unterstützen
- Aufträge und Mandate (Bund, Feuerwehr Koordination Schweiz (FKS) usw.) im Feuerwehrbereich zu bearbeiten
- bei Bedarf Versicherungen im Feuerwehrbereich (inkl. Jugendfeuerwehr) anzubieten und gegebenenfalls abzuschliessen

Der Zweck wird namentlich erreicht durch:
- die Vertretung der Interessen der Feuerwehren im In- und Ausland
- die Zusammenarbeit mit den Behörden und den fachverwandten Verbänden
- die Durchführung von Ausbildungsgängen, Kursen, Seminaren und Kongressen zu fachspezifischen Themen
- die Erarbeitung und Publikation von fachtechnischen Grundlagen
- die Zertifizierung der Produkte und die technische Unterstützung
- die Pflege des Informations- und Pressewesens

## Organisation
Der Zentralvorstand (ZV) trägt die Verantwortung für die strategische Führung des SFV und die Erfüllung der statutarischen Aufgaben. Unter der Leitung des Zentralpräsidenten entscheiden die Mitglieder des ZV über die Ausrichtung des SFV und geben der Geschäftsstelle des SFV Leitplanken für das operative Geschäft vor.

### Zentralvorstand
Der ZV besteht aus dem Zentralpräsidenten und sechs bis acht weiteren Mitgliedern. Alle Angehörigen der Feuerwehr in der Schweiz und im Fürstentum Liechtenstein sind im ZV angemessen vertreten, davon in der Regel je einem Vertreter aus den Regionen der kantonalen Feuerwehrverbände und des Fürstentums Liechtenstein.
- Ostschweiz OSFIK (Kanton St. Gallen, Kanton Thurgau, Kanton  Schaffhausen, Kanton Zürich, Kanton Glarus, Kanton  Graubünden und Fürstentum Liechtenstein)
- Zentralschweiz (Kanton Uri, Kanton Schwyz, Kanton Unterwalden, Kanton Luzern, Kanton Zug, Kanton Aargau)
- Minowe (Kanton Solothurn, Kanton Basel-Landschaft, Kanton Basel-Stadt und Kanton Bern) und das
- Groupement Latin

Die vier Feuerwehrregionen werden durch je ein Vorstandsmitglied repräsentiert. Ausnahmen müssen von der betroffenen Region vorgängig genehmigt werden. Der ZV besteht aus zwei bis vier Vertretern der Vereinigung Schweizerischer Berufsfeuerwehren (VSBF); ein bis zwei Vertreter müssen aus den lateinischen Kantonen sein. Mindestens drei Mitglieder des ZV müssen aktive Instruktoren sein.
Aus dem Kreis der Mitglieder des ZV wählt der ZV einen Vizepräsidenten. Der ZV trägt die Verantwortung für die strategische Führung des SFV und die Erfüllung der statutarischen Aufgaben. Er überwacht die Geschäftstätigkeit und nimmt die Repräsentation gegen aussen wahr. Der ZV ist insbesondere zuständig für die Einberufung der Delegiertenversammlung (DV) und die Vorbereitung der Anträge, den Vollzug der von der DV gefassten Beschlüsse sowie der mittel- und langfristigen Planung.

### Geschäftsstelle
Die Geschäftsstelle des SFV hat ihren Sitz in Gümligen. Sie erledigt alle administrativen Arbeiten des SFV und setzt die strategischen Vorgaben in den Geschäftsfeldern Ausbildung, Technik, Versicherungslösung AdF und bei der Fachzeitschrift 118 swissfire.ch um.

#### Ausbildung
Die vom SFV angebotenen Kurse sollen Angehörigen der Feuerwehr aller Stufen dienen. «Wir schaffen Sicherheit, um schwierige Situationen zu meistern», ist eines der zentralen Ziele der Ausbildung. Um dies zu erreichen, wird praxisnah und einsatzbezogen gearbeitet sowie teilweise auch vor Ort ausgebildet. Der SFV ist im Bereich der Ausbildung führend und garantiert den gesamtschweizerischen Wissenstransfer.

#### Technik
Die Abteilung Technik umfasst neben dem Erteilen von technischen Auskünften an die Mitglieder des SFV, die Unterstützung der Mitglieder bei Beschaffungen und Evaluationen, die Erarbeitung und Verbreitung des für die Feuerwehren notwendigen Wissens über Normen und Gesetzgebungen sowie die Mitarbeit in nationalen und internationalen Kommissionen.

#### 118 swissfire.ch – Schweizerische Feuerwehr-Zeitung
Die 118 swissfire.ch ist im In- und Ausland als Top-Fachzeitschrift für Feuerwehr anerkannt. Sie berichtet 11-mal im Jahr umfangreich zu den Themenkreisen Konzeption, Intervention und Organisation bei den Feuerwehren sowie den Partnern im Verbundsystem Bevölkerungsschutz. Die Fachzeitschrift geht an alle Kommandanten und viele Kader und ist so die klassische Informationsplattform für alle Beschaffer. Die Leserinnen und Leser von 118 swissfire.ch nützen ihr Magazin aber ebenso als Aus- und Weiterbildungsinstrument.

#### Jugendfeuerwehr
Der SFV engagiert sich für das Jugendfeuerwehrwesen (JFW) in der Schweiz und im Fürstentum Liechtenstein. Insgesamt gibt es rund 250 Jugendfeuerwehren mit 3200 Jugendlichen in der Schweiz und im Fürstentum Liechtenstein. Davon sind 20 % Mädchen. Ziel ist, dass die Jugendlichen bei Erreichen der Volljährigkeit möglichst unkompliziert in die Ortsfeuerwehren wechseln können. In einigen Kantonen können die jungen Erwachsenen, durch ihre Erfahrung und Ausbildung in der JFW, ohne Besuch des Basiskurses in der Ortsfeuerwehr mitmachen. Der SFV organisiert jährlich in Zusammenarbeit mit der am Austragungsort ansässigen Jugendfeuerwehr eine JFW-Schweizermeisterschaft. Daran nehmen jeweils zwischen 30 und 40 Mannschaften teil. Alle zwei Jahre finden die CTIF Bewerbe (JFW Weltmeisterschaften) statt. Der SFV bemüht sich, dass daran jeweils mindestens eine Mannschaft teilnimmt. 2019 fanden diese Bewerbe, unter dem Patronat vom SFV, in Martigny, VS, statt.
Die Jugendfeuerwehren sind kantonal organisiert. Damit der interkantonale Austausch regelmässig stattfindet, organisiert der SFV jeweils im November eine Tagung der JFW-Kantonalverantwortlichen.  Alle Jugendlichen, die von ihrer JFW dem SFV mittels einer Mannschaftsliste gemeldet werden, sind kostenlos bei der Versicherung AdF versichert.

### Versicherungslösung AdF
Bereits kurz nach der Gründung des  SFV wurde eine Hilfskasse ins Leben gerufen, die alle Feuerwehrleute im Einsatz und bei Übungen subsidiär versicherte. Seit dem 1. Januar 2018 besteht für Angehörige der Feuerwehr (AdF) die gesamtschweizerische Versicherungslösung der Feuerwehr Koordination Schweiz (FKS), des SFV und der VSBF. Ziel dieser ist es, dass für die AdF nach Unfällen sowie erlittenen Sachschäden, die sich bei Übungen und Einsätzen ereignen, ein guter und einheitlicher Versicherungsschutz gewährleistet ist.

## Swissfire Center Zofingen
Der Schweizerische Feuerwehrverband konnte Mitte 2021 die ehemalige Chemiewehrschule in Zofingen kaufen. Das neu gegründete Swissfire Center Zofingen bietet zielorientierte Kurse für Firmen und Einzelteilnehmer in den Bereichen Chemie, Brand, Atemschutz, Taktik und individuelle Dienstleistungen an. Zu den Kunden gehören unter anderem Notfallorganisationen wie Feuer- und Chemiewehr, Chemiefachberater, Sanitäter und Polizei, ebenso wie Mitarbeiter der chemischen und verwandten Industrie. Auf dem 12'000 m² grossen Trainingsgelände werden jährlich bis zu 1500 Personen aus dem In- und Ausland geschult.
Es werden nicht alle Kurse des SFV in Zofingen zentralisiert, denn das steht völlig im Widerspruch zu der in den letzten Jahren eingeführten Strategie «dem Feuerwehrmann bei seiner Ausbildung so nahe wie möglich zu sein». Es ist nicht das Ziel, dass es keine anderen Kurse mehr gibt, die anderswo in der Schweiz durchgeführt werden, auch nicht mit zivilen Partnern. Sondern es geht im Gegenteil darum, die wesentliche Nische, insbesondere mit der Chemiewehrausbildung und den bestehenden Kursen zu belegen, die eine besondere Art Trainingsgelände für die Ausbildung erfordern.